# Caleta Chacabuco
La caleta Chacabuco (en inglés: Rodney Cove) es una ensenada ubicada en el extremo suroeste de la isla Gran Malvina, en las Islas Malvinas. La punta Alta marca su entrada oeste y la punta Serena en este. Posee el mismo nombre que el cercano Promontorio Chacabuco.